# Хагупит (тайфун, 2014)
Тайфун Хагупит (от англ. Hagupit, также называемый Ruby на Филиппинах) — сильный тропический циклон, сформировавшийся 1 декабря 2014 года и распавшийся 12 декабря. Затронул Висайские острова, и Бискольский регион Филиппин. Является самым интенсивным циклоном 2014 года по скорости ветров. Стал 21 штормом, получившим имя, и 11 тайфуном  сезона 2014 года. Достиг уровня тропического шторма 1 декабря, а на следующий день стал тайфуном. Тайфун развился до супертайфуна 5-й категории 4 декабря. Затем, интенсивность тайфуна начала снижаться, и  к достижению провинции Восточный Самар снизилась до 3-й категории.
Основной удар стихии пришёлся на Долорес, Восточный Самар.
По состоянию на 13 декабря из-за тайфуна погибло 18 человек, ранения получили около тысячи человек. Ущерб от тайфуна оценивается в 114 миллионов долларов США.

## Метеорологическая история

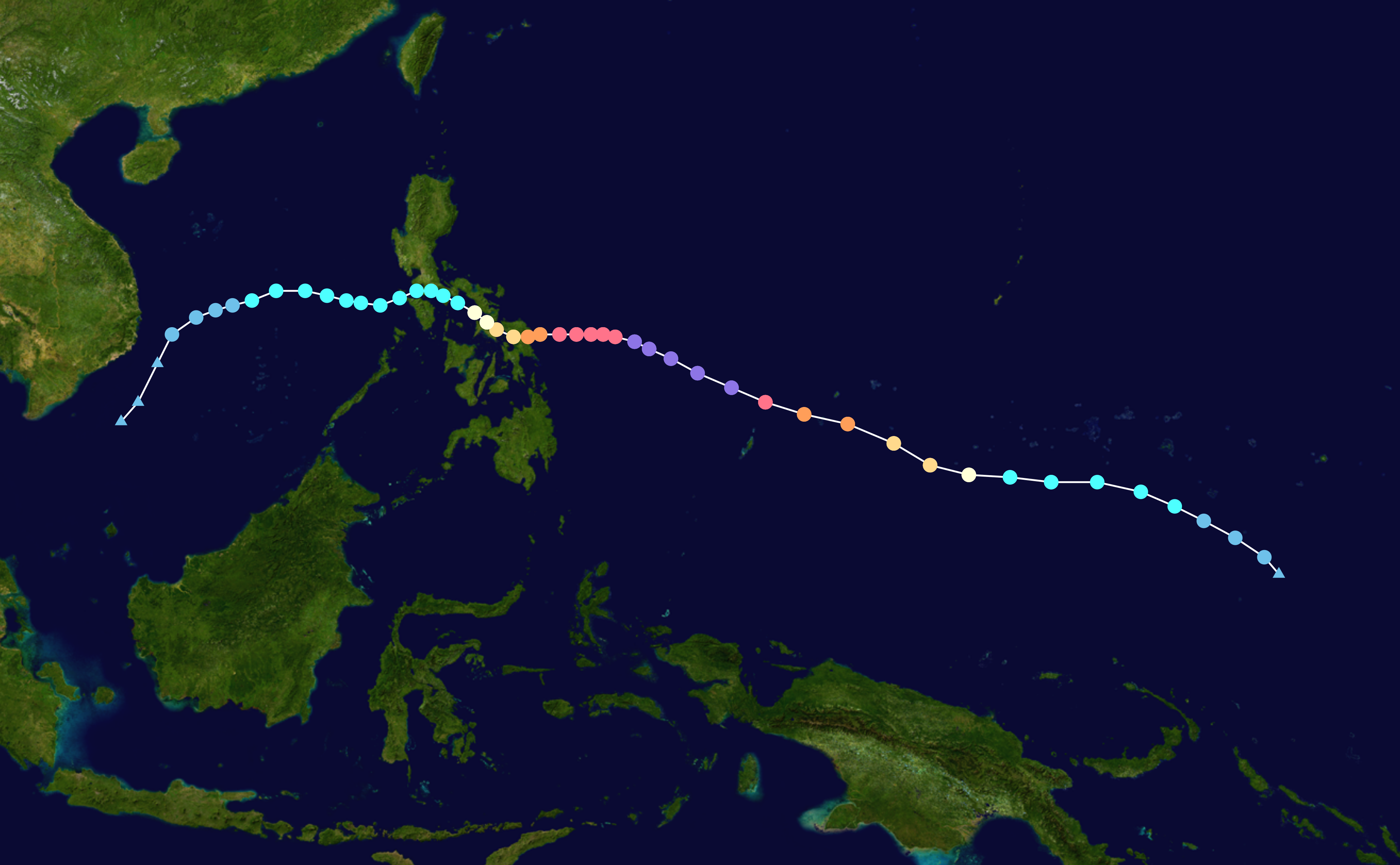
Схема движения тайфуна, цветом обозначена категория по шкале ураганов Саффира — Симпсона.

Тайфун Хагупит достиг своей наивысшей силы 3-4 декабря 2014 г., укрепившись до 4-й категории и приблизившись своим западным краем к побережью Филиппин. Однако 5-7 декабря ураган потерял свою силу, снизив интенсивность до 1-й категории, а затем и до тропического шторма со скоростью ветра менее 30 метров в секунду.

## Подготовка к тайфуну
На Филиппинах была проведена масштабная эвакуация жителей из районов, через которые должен пройти тайфун. Всего было эвакуировано более полумиллиона человек.